# خطوة بعيدا (فلم)
خطوة بعيدا (بالإنجليزية : A Step Away)) هو فيلم أولمبي رسمي، وهو فيلم وثائقي تم تصويره خلال دورة الألعاب الأمريكية الثامنة التي أقيمت في سان خوان، بورتوريكو، من 1 يوليو إلى 15 يوليو 1979. تم إنتاجه وإخراجه من قبل روبرتو بونس (Roberto Ponce ) وشارك في الإخراج ماركوس زوريناغا. كان الراوي باللغة الإنجليزية هو أورسون ويلز. روى كارلوس مونتلبان النسخة الإسبانية. تمت إعادة صياغة الفيلم في عام 2010.

## القصة
يركز الفيلم الوثائقي على أداء العديد من نخبة الرياضيين خلال ألعاب عموم أمريكا التي أقيمت في سان خوان، بورتوريكو. ومن بين الرياضيين الذين تم عرضهم في الفيلم الوثائقي، السباح الأمريكي من أصل بورتوريكي جيسي فاسالو. رياضي سباقات المضمار والميدان الكوبي الأسطوري ألبرتو خوانتورينا ؛ الغطاس المكسيكي كارلوس جيرون ؛ الغطاس الأمريكي، جريج لوغانيس ؛ وفريق بورتوريكو الوطني لكرة السلة، من بين آخرين. غنى روبرتو فالديراس لاعب كرة السلة البورتوريكي نشيد موسيقى الراب للفريق في الفيلم. وفي نهاية الفيلم، أعرب هؤلاء الرياضيون عن أملهم في أن يكونوا «على بعد خطوة» من دورة الألعاب الأولمبية لعام 1980 ؛ لكن هذه الآمال تحطمت بسبب الأزمة السياسية والمقاطعة النهائية التي قادتها الولايات المتحدة للألعاب الأولمبية التي عقدت في موسكو عام 1980.

## روابط خارجية
- خطوة بعيدا  في قاعدة بيانات الأفلام على الإنترنت (بالإنجليزية)